# 里阿德戰役
里阿德戰役（德語：Schlacht bei Riade）或稱作梅澤堡戰役，是指在933年3月15日，亨利一世率領的東法蘭克王國軍隊在圖林根北部溫斯特魯特河與黑爾默河交會處沿岸，與規模龐大的匈牙利公國軍隊交戰。這次戰役爆發的主要原因是馬扎爾人經常由潘諾尼亞平原入侵亨利一世統治的東法蘭克王國領土。926年，儘管馬扎爾人擊敗法蘭克人，法蘭克人仍然設法俘虜一名馬扎爾貴族，雙方達成為藉由繳納貢品換取和平、為期9年的休戰協議。
在休戰期間，亨利一世得以有時間重新思考對策，其積極建造要塞、整備騎兵大軍、征服易北河以東的斯拉夫部落，並與貴族們進行協商。由於每年用於休戰協議的貢品花費高昂，且主要是由教會機構負責支付，這導致教會人士對亨利一世對和平協議提出強烈的不滿。到了932年，亨利一世在艾福特召開艾福特主教會議，成功說服主教和貴族同意採取軍事行動，並決定停止向匈牙利公國繳納年度貢品。
在德意志王國諸國的協助下，亨利一世集結大批軍隊，並藉由騎兵擊敗匈牙利公國的軍隊，這也是馬扎爾人首次遭遇重大的戰敗。這場戰役在日耳曼及其他地區引發廣泛的反響，也大幅提升亨利一世本人和東法蘭克王國的權威。在戰役結束後，東法蘭克王國和匈牙利公國保持一定和平。直到亨利一世在936年逝世，匈牙利公國自950年開始重新攻擊東法蘭克王國的城市和修道院。